# Minuartia circassica
Minuartia circassica är en nejlikväxtart som först beskrevs av Nicholas Michailovitj Albov, och fick sitt nu gällande namn av Jurij Nikolajevitj Voronov. Minuartia circassica ingår i släktet nörlar, och familjen nejlikväxter. Inga underarter finns listade i Catalogue of Life.

## Bildgalleri

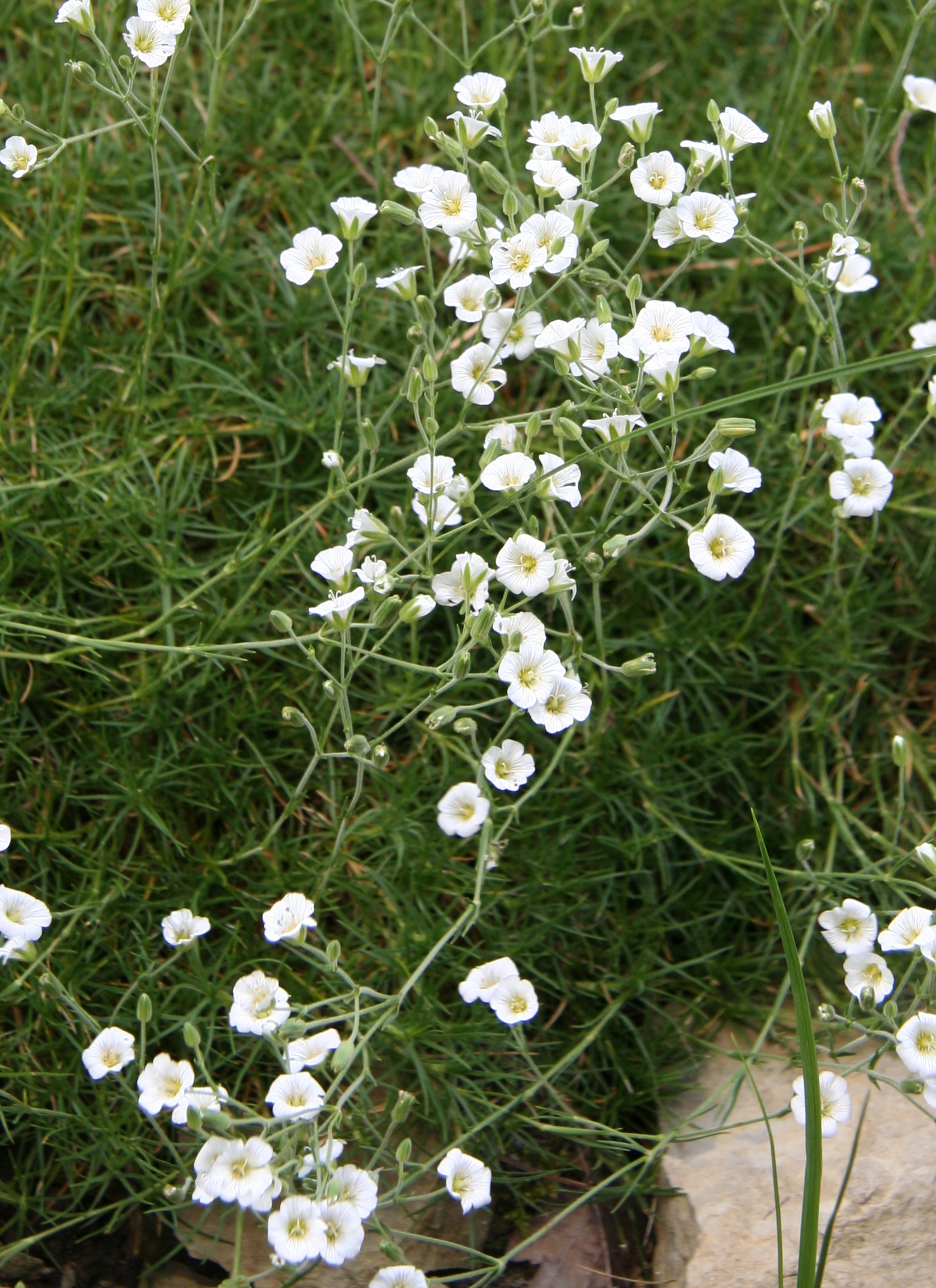
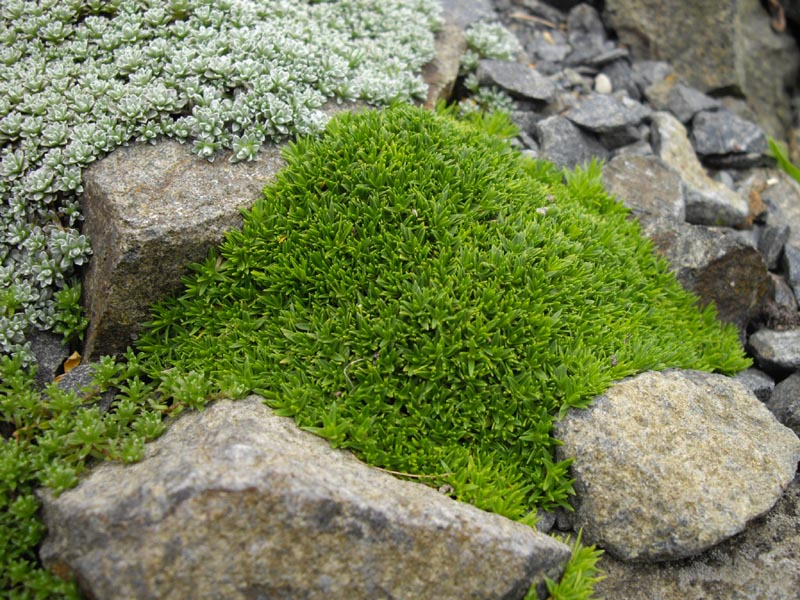